# كيبتشوج كينو
إن كيبتشوج («كيب») كينو (بالإنجليزية: Kipchoge ("Kip") Keino) (ولد في 17 يناير 1940)، رئيس اللجنة الكينية الأولمبية (KOC)، هو لاعب رياضي كيني معتزل احترف ألعاب القوى وحصل مرتين في الأولمبيات على الميدالية الذهبية. تصدر كيب كينو قائمة طويلة من عدائي المسافات المتوسطة والطويلة الناجحين الذين نزحوا من القرى، وقد مد يد العون لكثير من أقرانه الريفيين من الرجال والنساء وكان مصدر إلهام لهم حيث أصبحوا قوة ممثلة لـ ألعاب القوى التي هم عليها اليوم. وفي عام 2012، كان واحدًا من 24 رياضيًا قُدموا كأعضاء افتتاح في قاعة مشاهير الرابطة الدولية لاتحادات ألعاب القوى.

## السيرة الذاتية
ولد كينو في كيبسامو، منطقة ناندي، كينيا. ولقد توفي والديه عندما كان صغيرًا. وربته خالته بعدها. وبعد الانتهاء من مدرسته التحق بـ الشرطة الكينية. وقبل أن يتجه لألعاب القوى، لعب أولاً الرغبي
وبدأ احترافه دوليًا في سباق الكومنويلث جيمز لعام 1962 في بيرث، أستراليا حيث جاء ترتيبه الحادي عشر في سباق الأميال الثلاثة. وفي الأولمبيات الصيفية 1964 انتهى السباق بحصوله على المركز الخامس لمسافة 5000 متر وغاب عن النهائي ذي مسافة 1500 متر.
وفي 27 أغسطس 1965، قل كينو عن الرقم القياسي العالمي بتجاوز الست ثوان إلى سبع: حيث قطع هذه المسافة في أول محاولة له في 39.6. وقد حصل على ميداليتين ذهبيتين (عن مسافات 1500 و5000 متر) في افتتاح دورة ألعاب أول آفريكا. وفي وقت لاحق لذلك من نفس العام، حطم كينو الرقم القياسي العالمي لمسافة 5000 متر الذي حققه رون كلارك (Ron Clarke) مسجلاً وقت 13:24.2. وفي عام 1966 في الكومنويلث جيمز في كينجستون، جامايكا، فاز بكلا السباقين الميل والثلاثة أميال. وفي سباق الكومنويلث جيمز التالي، فاز كينو بمسافة 1500 متر وحقق المركز الثالث في مسافة 5000 متر.
وفي الأولمبيات الصيفية 1968 في مدينة مكسيكو، فاز بالميدالية الذهبية في مسافة 1500 متر (وهزم حامل الرقم القياسي الأمريكي المفضل جيم ريون (Jim Ryun) بفارق مسافة 20 مترًا، وهو هامش الفوز الأكبر في تاريخ هذه المنافسة ) وفاز أيضًا بالميدالية الفضية عن مسافة 5000 متر. وبعدها بحوالي أربع سنوات، فاز بذهبية سباق 3000 متر موانع وفضية مسافة 1500 متر في الأولمبيات الصيفية 1972 في ميونخ، ألمانيا. واعتزل كينو في عام 1973.
في عام 1987، شارك جائزة مجلة سبورتس إلستريتد (Sports Illustrated) «الرياضيون والرياضيات لهذا العام» مع سبعة أشخاص آخرين وصفوا بـ «الرياضيين فاعلي الخير» وذلك لعمله مع الأيتام.
وحاليًا يعيش كينو في مزرعة في كينيا الغربية حيث يدير منظمة خيرية لصالح الأيتام ويشغلها، ويرأس أيضًا اللجنة الكينية الأولمبية. كما أن كينو متزوج من فيليس كينو (Phyllis Keino). أما ابنه مارتن (Martin) فقد حصل على بطولة الرابطة الوطنية لرياضة الجامعات وكان عداءً ماهرًا بدرجة كبيرة بحيث يضبط أداء السباق. وآندرو، آكا «كيبي» (Andrew, aka "Kippy") هو ابنه الآخر، ينافس حاليًا في السباقات بينما يدرس في جامعة فيلانوفا (Villanova) .
أنشأ مدرسة كيب كينو الابتدائية الواقعة بالقرب من إلدوريت، كما تم افتتاح مدرسة كيب كينو الثانوية عام 2009؛ وحضر حفل الافتتاح رئيس اللجنة الأولمبية الدولية؛ جاك روجيه (Jacques Rogge). وقد سمي ستاد كيبتشوج في إلدوريت على اسمه.
وفي عام 1996، أدخل في قاعة مشاهير الرياضات العالمية الإنسانية.
في 2007 حصل على الدكتوراه الفخرية في القانون من جامعة بريستول. وقد منحته قبل ذلك جامعة إجيرتون في ناكورو درجة فخرية. وفي يوليو 2012، حصل على تقدير آخر من مدينة بريستول بعدما جعلت اللجنة الأولمبية الكينية برئاسته، من بريستول القاعدة التدريبية للرياضيين الموجودين بها لإعدادهم لأولمبيات لندن 2012. أنعم عليه مجلس مدينة بريستول بشرف فريدوم أوف زا سيتي (freedom of the City) ليصبح أول من حصل على ذلك الشرف من بريستول منذ السيد وينستون تشرشل أما اسمه كيبتشوج، فيعني بـ لغة ناندي "مولود بالقرب من مخزن الحبوب.

## وصلات خارجية
- Kip Keino High Altitude Training Center
- Beijing 2008 dazzles, as we 'flashback' to the 1968 Mexico City Olympics and a triumphant Kipchoge Keino, Posted On: 2008-08-08.
- Youtube video of 1968 Olympic 1500 final على يوتيوب